# Шуригіно Плесо
Шури́гіно Пле́со (рос. Шурыгино Плесо) — присілок у складі Лузького району Кіровської області, Росія. Входить до складу Лальського міського поселення.
Населення становить 2 особи (2010, 5 у 2002).
Національний склад станом на 2002 рік — росіяни 100 %.